# Falárica
La falárica era un arma arrojadiza, una lanza de madera de tejo, su punta era metálica de unos 90 cm de longitud (3 pies) y de sección cuadrada como el pilum. La punta se cubría con estopa y pez u otro tipo de sustancia combustible. Se prendía la falárica y se lanzaba principalmente con dos fines. En primer lugar, si se lanzaba sobre enemigos, hacía que tuviera que desprenderse la armadura, ya que era de cuero y metal y se encendía. Si era parada con escudo, que generalmente eran de cuero y madera, aun cuando tuvieran metal, obligaba al atacado a desprenderse también de él. De este modo, además del efecto psicológico que tenía el fuego, el atacado quedaba indefenso. En segundo lugar, se arrojaban asimismo encendidas sobre máquinas de asedio y barcos, que eran de madera.
Aunque en algunos textos se señala como arma romana, su origen parece ser ibero y hay referencias a su uso en el sitio de Sagunto contra los cartagineses (Livio 21, 8-10).
- Datos: Q175310